# 1333 km
1333 km (ros. 1333 км) – przystanek kolejowy w miejscowości Mamonowo, w obwodzie królewieckim, w Rosji. Położony jest na linii Królewiec – Mamonowo. Peron znajduje się jedynie przy torze szerokim.